# Az év madara

Gyurgyalag (Merops apiaster) pár

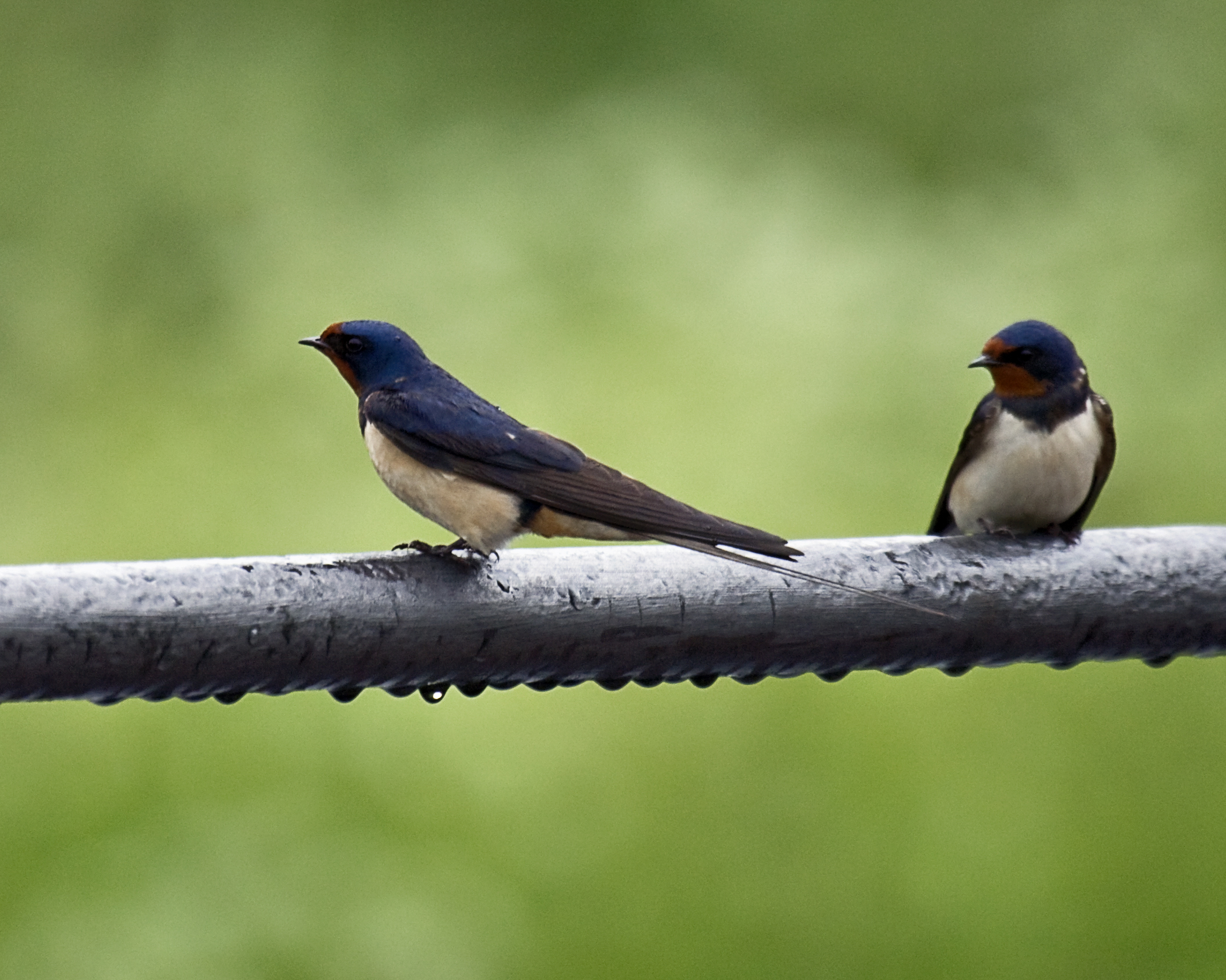
Füsti fecske (Hirundo rustica rustica)

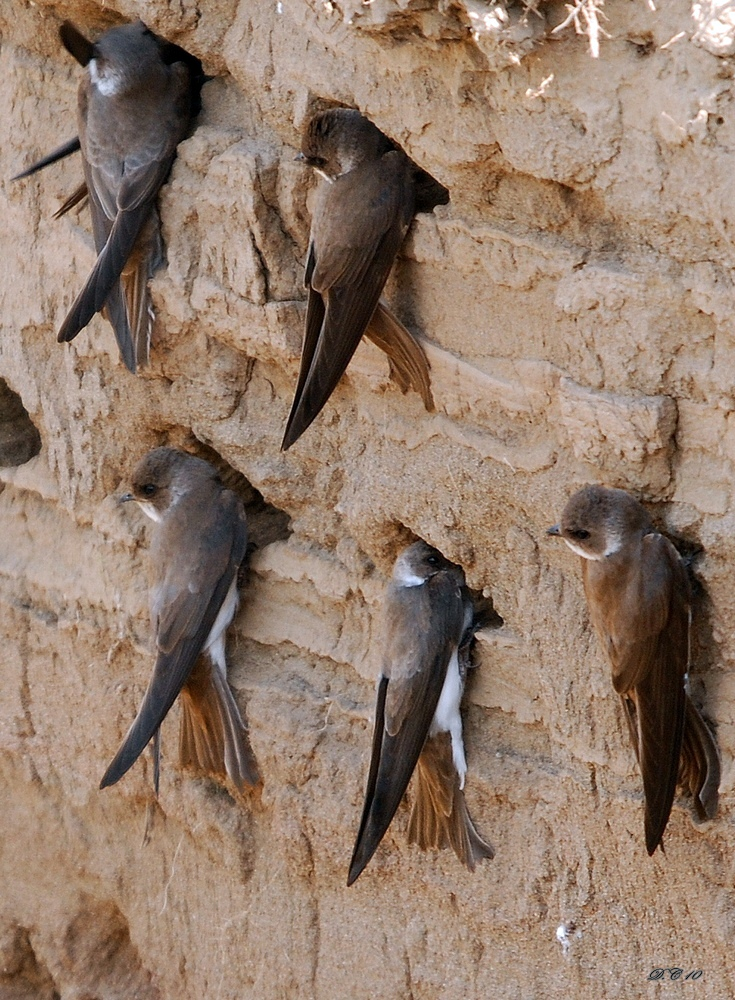
Partifecskék (Riparia riparia) homokos partfalon

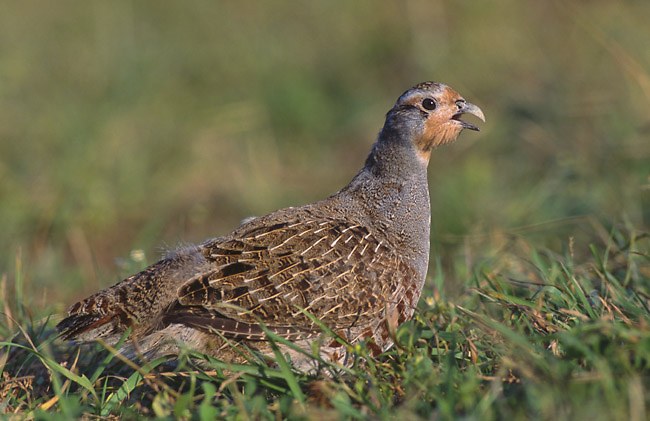
Fogoly (Perdix perdix)

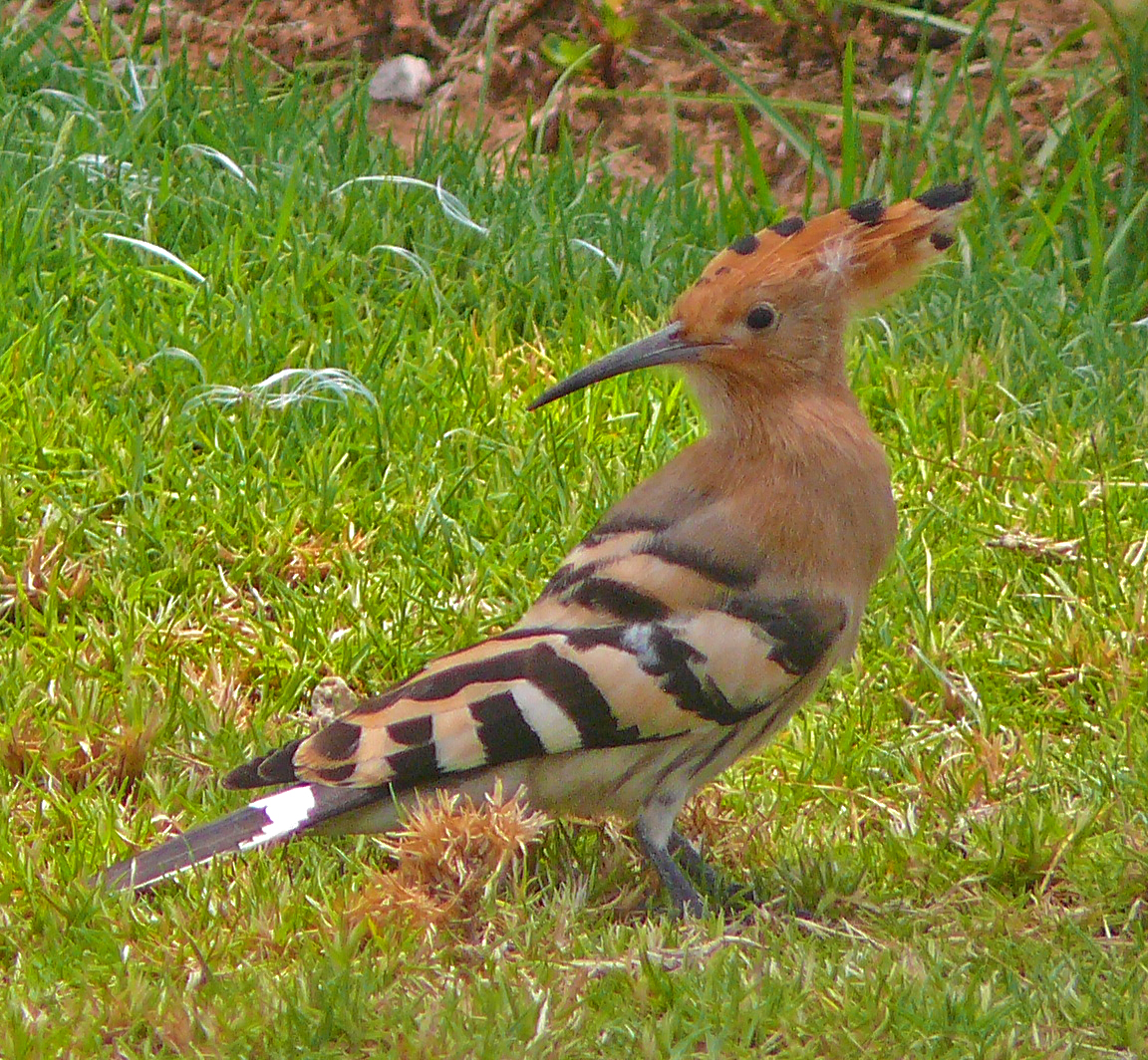
Búbos banka (Upupa epops)

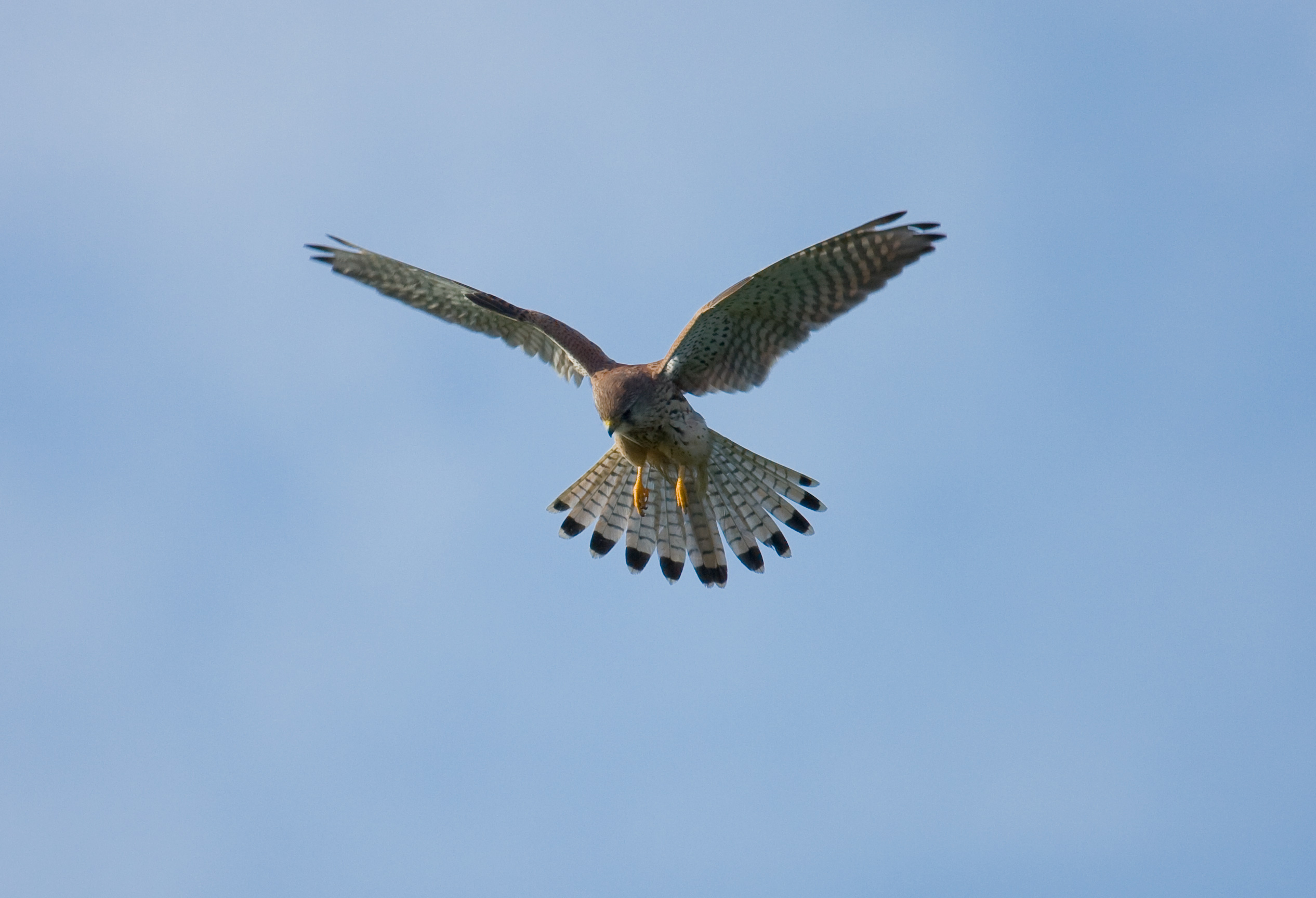
Vörös vércse (Falco tinnunculus)

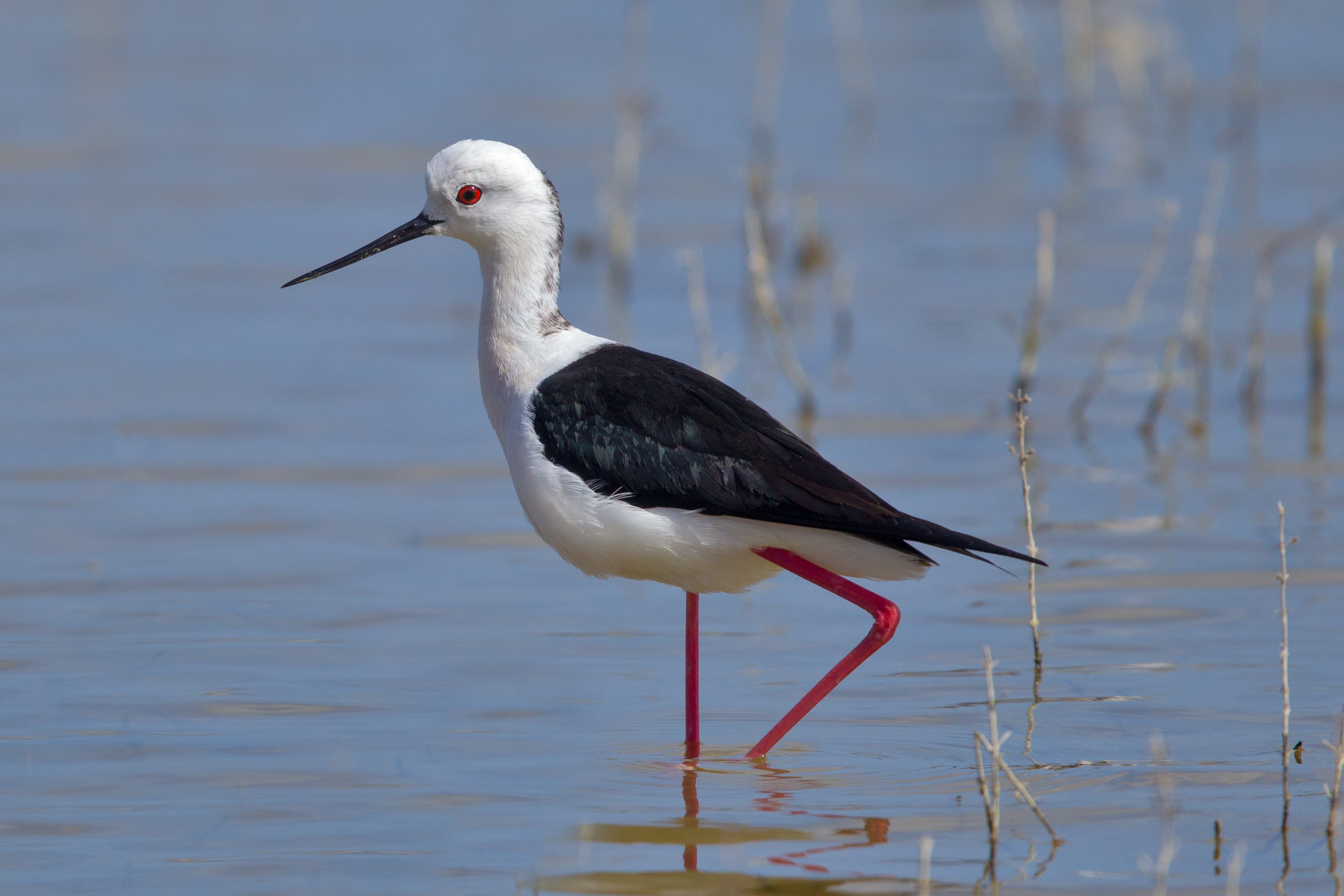
Gólyatöcs (Himantopus himantopus)

A Magyar Madártani és Természetvédelmi Egyesület (MME) 1979-ben indította el az „Év madara” programját. Ennek célja, hogy a társadalommal megismertesse azokat a madárfajokat vagy fajcsoportokat, amelyek védelmében a lakosság vagy annak egyes csoportjai (például gazdálkodók, vadászok, pedagógusok) különösen fontos szerepet kaphatnak. Emellett felhívja a figyelmet azokra az érdekütközésekre, konfliktusokra, amelyeket fel kell oldani. Az év madarának csak olyan fajt választanak, amelynek folyamatos védelmében az egyesület tevőlegesen is részt vesz.
2011-ben kísérletképpen internetes szavazással választatták meg, hogy a három ajánlott faj közül melyik legyen 2012-ben az év madara. Az akciót sikeresnek ítélték, ezért a következő években is így választanak.

## Az év madarai
- 1979: gyurgyalag (Merops apiaster)
- 1980: fehér gólya (Ciconia ciconia)
- 1981: fehér gólya (Ciconia ciconia)
- 1982: a fecskék:
  - füsti fecske (Hirundo rustica)
  - molnárfecske (Delichon urbicum)
  - partifecske (Riparia riparia)
- 1983: a fecskék
- 1984: a cinegék:
  - barátcinege (Poecile palustris)
  - búbos cinege (Lophophanes cristatus)
  - fenyvescinege (Periparus ater)
  - kék cinege (Cyanistes caeruleus)
  - kormosfejű cinege (Poecile montanus)
  - széncinege (Parus major)
- 1985: gyöngybagoly (Tyto alba)
- 1986: túzok (Otis tarda)
- 1987: fogoly (Perdix perdix)
- 1988: kuvik (Athene noctua)
- 1989: búbos banka (Upupa epops)
- 1990: búbos banka (Upupa epops)
- 1991: európai szalakóta (Coracias garrulus)
- 1992: vörös vércse (Falco tinnunculus)
- 1993: barátposzáta (Sylvia atricapilla)
- 1994: fehér gólya (Ciconia ciconia)
- 1995: fülemüle (Luscinia megarhynchos)
- 1996: vörösbegy (Erithacus rubecula)
- 1997: harkályok:
  - nagy fakopáncs (Dendrocopos major)
  - fehérhátú fakopáncs (Dendrocopos leucotos)
  - balkáni fakopáncs (Dendrocopos syriacus)
  - közép fakopáncs (Dendrocopos medius)
  - kis fakopáncs (Dryobates minor)
  - zöld küllő (Picus virirdis)
  - fekete harkály (Dryocopus martius)
  - nyaktekercs (Jynx torquilla)
- 1998: harkályok
- 1999: fehér gólya (Ciconia ciconia)
- 2000: kerecsensólyom (Falco cherrug)
- 2001: bíbic (Vanellus vanellus)
- 2002: sárgarigó (Oriolus oriolus)
- 2003: pacsirták:
  - mezei pacsirta (Alauda arvensis)
  - erdei pacsirta (Lullula arborea)
  - búbospacsirta (Galerida cristata)
- 2004: rozsdafarkúak (Phoenicurus spp.)
- 2005: parlagi sas (Aquila heliaca)
- 2006: tövisszúró gébics (Lanius collurio)
- 2007: mezei veréb (Passer montanus)
- 2008: kanalasgém (Platalea leucorodia)
- 2009: kék vércse (Falco vespertinus) és vetési varjú (Corvus frugilegus)
- 2010: a fecskék
- 2011: széncinege (Parus major)
- 2012: egerészölyv (Buteo buteo)
- 2013: gyurgyalag (Merops apiaster)
- 2014: túzok (Otis tarda)
- 2015: búbos banka (Upupa epops)
- 2016: haris (Crex crex)
- 2017: tengelic (Carduelis carduelis)[1][2]
- 2018: vándorsólyom (Falco peregrinus) (20 éves visszatérésének évfordulója alkalmából, nem közönség szavazással)[3]
- 2019: gólyatöcs (Himantopus himantopus)[4][5]
- 2020: erdei fülesbagoly (Asio otus)[6]
- 2021: cigánycsuk (Saxicola rubicola)[7]
- 2022: zöld küllő (Picus viridis)[8]
- 2023: barkóscinege (Panurus biarmicus)[9]
- 2024: kerecsensólyom (Falco cherrug)[10]
- 2025: böjti réce (Anas querquedula)[11]